# Ahrens & Bode
Ahrens und Bode war ein deutscher Hersteller von Molkereimaschinen.

## Geschichte
1924 gründeten Heinrich Ahrens und Arno Bode die Firma Ahrens & Bode Molkereimaschinen in Schöningen (Lkr. Helmstedt). Zuerst wurden Maschinen und Ausrüstungen für die milchverarbeitende Industrie entwickelt, später auch für die Getränke- und Chemieindustrie.

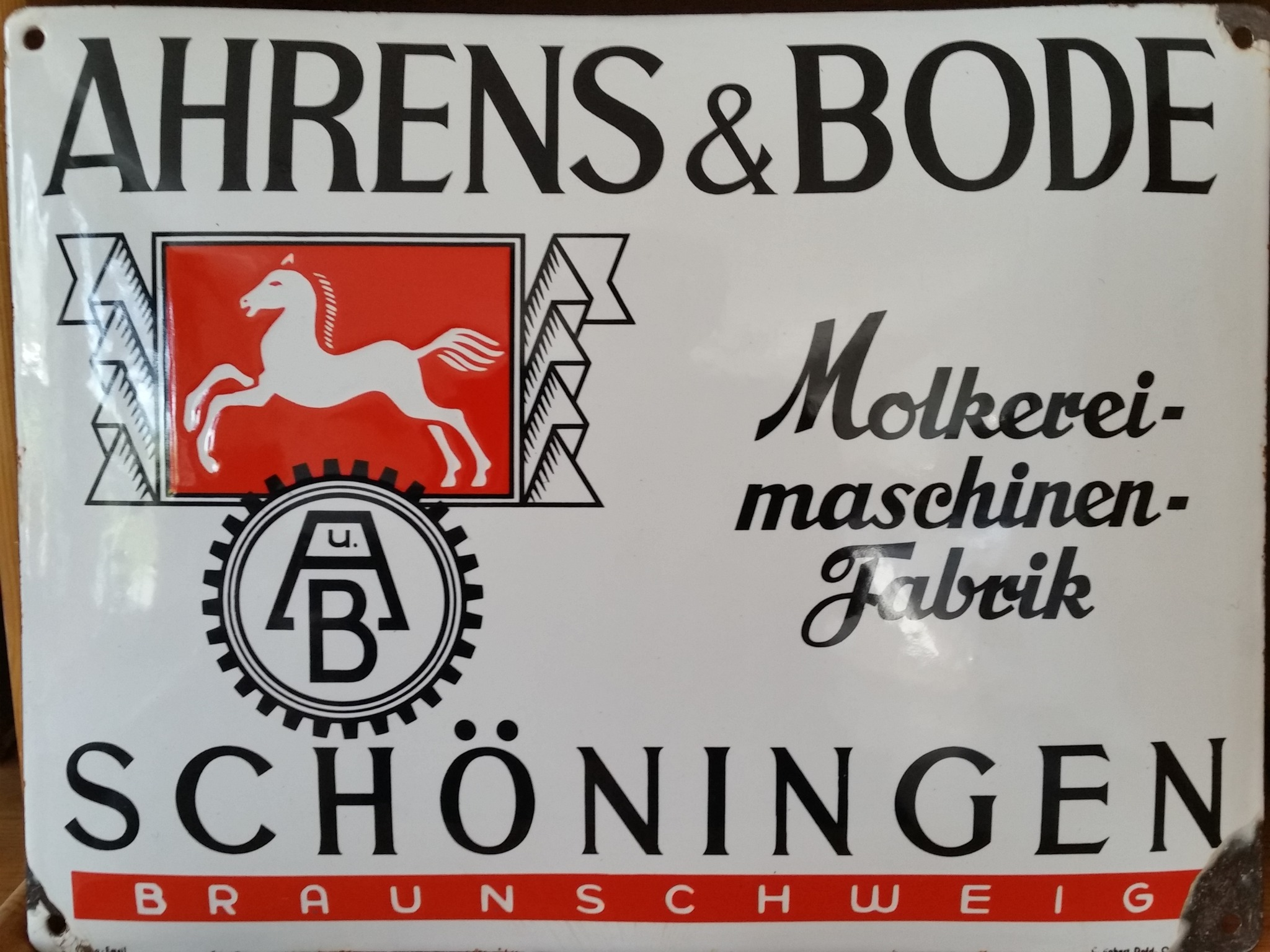

Anfang der 1990er Jahre kooperierte Ahrens & Bode mit dem französischen Hersteller ETA auf dem Sektor Tanksattelauflieger für Lebensmittel, Mineralöl und chemische Produkte. Über 70 Jahre nach Gründung musste die Ahrens & Bode GmbH & Co., Maschinen- und Apparatebau im Jahr 1995 Konkurs anmelden. Der Produktname „abo“ wird heute von der abo-Magyar GmbH aus Harbke weitergeführt, das ehemalige Werk in Schöningen wird u. a. von der Firma TPS Industriewaschmaschinen und Anlagenbau GmbH betrieben.

## Produkte

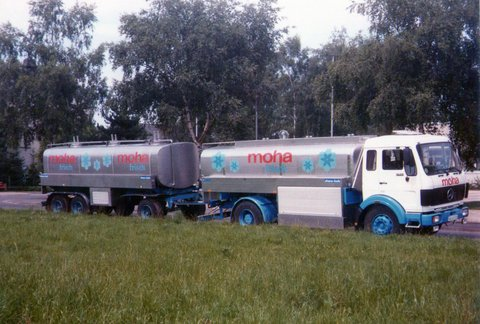
Milchsammelwagen abo-Condor Moha&Zentra

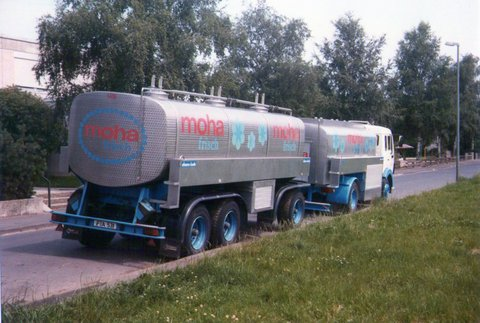
Milchtankanhänger abo-Condor Moha & Zentra

abo-Prozeßapparate aus Edelstahl für alle Bereiche der Verfahrenstechnik in der Nahrungs- und Genußmittelindustrie, sowie Pharma- und Chemieindustrie. Sie waren, je nach Anforderung, ausgelegt zum Kühlen, Rühren, Schmelzen, Suspendieren, Emulgieren, Mischen und Heizen von allen flüssigen, pastösen und schmelzfähigen Rohstoffen.
abo-Sterighurt-Anlage ermöglichte die schonende Vorbehandlung der Joghurtmilch vor der Kulturenzugabe und Bebrütung in einer einzigen Anlage und im geschlossenen Prozess. Die abo-Sterighurt-Anlagen bewährten sich auch in der Herstellung von Kaffeesahne und steriler Sahne.
Die abo-UHTherm-Anlage ist eine Ultrahocherhitzungsanlage für Milch und Milchprodukte und arbeitet im Bereich von 120–140 °C entweder auf einem Steriltank oder direkt auf einer Anlage zur aseptischen Kaltabfüllung.
abo-Waschanlagen zur Reinigung und Entfettung von Behältern und Gebinden, sowie zur Teilereinigung in der Metallverarbeitung und im Motorenbau. Die gesamte Anlage bestand aus rostfreiem und korrosionfestem Stahl.
Ahrens & Bode lieferte die abo-Tankfahrzeuge überwiegend für den Transport von flüssigen Nahrungs- und Genussmittel, in Werksausführung oder in kundenspezifischer Ausführung. Lieferbar waren isolierte Tankaufbauten, Druck- und Vakuumfeste Aufbauten, beheizbare Tanks und Tanks für brennbare Flüssigkeiten. Tanksattelauflieger wurden auch in selbsttragender Bauweise hergestellt. Alle Tanks konnten mit einer CIP-Reinigung gereinigt und desinfiziert werden.
Aushängeschild des Unternehmens waren die Milchsammelwagen vom Typ abo-Condor mit seitlicher Annahmeeinrichtung abo-Milan mit Annahmekasten am Heck; sowie der abo-Albatros, ein Tankaufbau auf Sattelaufliegerfahrgestell und mit Annahmekabine auf der Sattelzugmaschine. Ende Juni 1983 wurde das Container-, Erfassungs- und Transportsystem für Milch, kurz CET, vorgestellt und beim Rohmilchtransport der Milchzentrale Mannheim-Heidelberg AG erstmals eingesetzt. Konzipiert vom Transporteur Horst Kirschlohr aus Trienz im Odenwald, wurde das System von Ahrens & Bode und Emil Dautel GmbH aus Leingarten verwirklicht.
Basis des CET waren zwei Milchsammelwagen Mercedes-Benz NG 1617 mit hinter dem Fahrerhaus installierter Annahmekabine (ähnlich abo-Albatros) und abnehmbaren 8.500 l fassendem Tankcontainer, ein Sattelzug Mercedes-Benz NG 1628 S zur Aufnahme drei dieser Tankcontainer sowie einer stationären, hydraulischen (Container-)Wechselanlage der Dautel GmbH.
Der abo-Bier-Tanker ist ein Fahrzeug zum Transport von Bier von der Brauerei zum Endkunden mit Kellertanks.
Verfügbar waren zwei Varianten: zum einen der Kastenaufbau, wahlweise auch als Wechselaufbau; zum anderen die Kompaktanlage zum Aufsetzen auf Fahrzeugpritschen. Ausgerüstet mit bordeigener CO2-Versorgung und bis zu 60 m Schlauch konnten so große Mengen Bier innerhalb kürzester Zeit z. B. in Gaststätten angeliefert und umgepumpt werden.